# Établissement public territorial Grand Paris Seine Ouest
Pour les articles homonymes, voir GPSO.
Ne doit pas être confondu avec la communauté urbaine Grand Paris Seine et Oise (GPS&O) des Yvelines, créée le 1er janvier 2016.
L'Établissement public territorial Grand Paris Seine Ouest (GPSO) est un établissement public territorial créé le 1er janvier 2016 dans le cadre de la métropole du Grand Paris (MGP) et situé dans le département des Hauts-de-Seine, dans la région Île-de-France, en France.
Il succède à la communauté d'agglomération éponyme créée en 2010 et regroupe 8 communes, soit plus de 300 000 habitants.

## Historique
La communauté d'agglomération Arc de Seine et la communauté d'agglomération Val de Seine ont annoncé leur fusion le 27 novembre 2008 à Sèvres. La nouvelle communauté d'agglomération est entrée officiellement en fonction le 1er janvier 2010 sous le nom de Grand Paris Seine Ouest, (GPSO).
Le 1er janvier 2014, les communes de Vélizy-Villacoublay et de Marnes-la-Coquette l'ont rejointe, portant le territoire communautaire à 329 000 habitants répartis sur 45,41 km2, dont plus d'un tiers de forêts et d'espaces verts.
Le 1er janvier 2015, en conséquence des élections municipales de 2014 et des règles et contraintes induites par la création de la métropole du Grand Paris auxquelles la ville souhaite échapper,, la commune de Vélizy-Villacoublay (située dans les Yvelines) a quitté GPSO. Vélizy devient une commune isolée en 2015 et rejoint la communauté d'agglomération Versailles Grand Parc en 2016.
En 2015, face à la baisse des dotations de l’État et aux enjeux liés à la création de la métropole du Grand Paris, la fusion des communes de GPSO en une commune nouvelle a été envisagée.
Dans le cadre de la mise en place de la métropole du Grand Paris, la loi portant nouvelle organisation territoriale de la République du 7 août 2015 (Loi NOTRe) prévoit la création d'établissements publics territoriaux (EPT), qui regroupent l'ensemble des communes de la métropole à l'exception de Paris, et assurent des fonctions de proximité en matière de politique de la ville, d'équipements culturels, socioculturels, socio-éducatifs et sportifs, d'eau et assainissement, de gestion des déchets ménagers et d'action sociale. Les EPT exercent également les compétences que les communes avaient transférées aux intercommunalités supprimées.
L'EPT de Grand Paris Seine Ouest créé par un décret du 11 décembre 2015 succède à la communauté d'agglomération GPSO.

## Territoire de l'établissement

### Géographie
Le territoire de l'établissement représentait, en 2010, un bassin de vie de 310 498 habitants (recensement 2008) sur une superficie de 32,38 km2 dont 39 % de forêts et d'espaces verts, comprenant 137 982 résidences principales, 22 000 entreprises et 166 000 emplois, dont 40 % liés au secteur du numérique, 29 gares et stations de métro, 236 km de voirie et 271 km de réseau d'assainissement
Lors de sa création comme communauté d'agglomération, en 2010, Grand Paris Seine Ouest (GPSO) se présentait comme la seconde communauté d'agglomération d'Île-de-France par son nombre d'habitants, après Plaine Commune (Seine-Saint-Denis). Toutefois, elle était également devancée, en nombre d'habitants, par la Communauté d'agglomération Est Ensemble, également en Seine-Saint-Denis, créée à la même date. Elle se présentait aussi, à l'époque, comme la neuvième rapportée à l'ensemble de la France.
L'EPT est un des principaux pôles économiques européens, proche en importance de celui de la Défense avec une forte présence des secteurs de la communication et de la haute technologie. Les sièges sociaux ou implantations des principaux groupes de médias français y sont implantés, comme TF1, France 3 Île-de-France, Canal+, France 5, Arte, Eurosport, France 24, Gulli, mais également Solocal Group, Marie Claire, Young and Rubicam, TBWA ainsi que Microsoft, Orange Labs, HP, Cisco Systems, Bouygues Telecom, Intel, Gemalto.

### Composition
L'établissement public territorial Grand Paris Seine Ouest regroupe huit communes :

| Nom                  | Code Insee | Gentilé       | Superficie (km2) | Population (dernière pop. légale) | Densité (hab./km2) |
| -------------------- | ---------- | ------------- | ---------------- | --------------------------------- | ------------------ |
| Meudon (siège)       | 92048      | Meudonnais    | 9,9              | 46 722 (2022)                     | 4 719              |
| Boulogne-Billancourt | 92012      | Boulonnais    | 6,17             | 120 205 (2022)                    | 19 482             |
| Chaville             | 92022      | Chavillois    | 3,55             | 20 198 (2022)                     | 5 690              |
| Issy-les-Moulineaux  | 92040      | Isséens       | 4,25             | 67 695 (2022)                     | 15 928             |
| Marnes-la-Coquette   | 92047      | Marnois       | 3,48             | 1 758 (2022)                      | 505                |
| Sèvres               | 92072      | Sévriens      | 3,91             | 22 782 (2022)                     | 5 827              |
| Vanves               | 92075      | Vanvéens      | 1,56             | 28 507 (2022)                     | 18 274             |
| Ville-d'Avray        | 92077      | Dagovéraniens | 3,67             | 10 871 (2022)                     | 2 962              |

### EPCI voisins
Au sein de la métropole du Grand Paris, l'EPT Grand Paris Seine Ouest jouxte la ville de Paris et les EPT Paris Ouest La Défense et Vallée Sud Grand Paris. L'EPT est également voisin de la Communauté d'agglomération Versailles Grand Parc.

## Démographie
| 2012    | 2013    | 2014    | 2015    | 2018    | 2021    |
| ------- | ------- | ------- | ------- | ------- | ------- |
| 310 492 | 311 729 | 313 533 | 316 653 | 319 603 | 317 792 |

## Politique et administration

### Siège
Le siège de l'EPT est à Meudon, 9 route de Vaugirard.

### Élus
GPSO est administrée par un conseil de territoire composé, pour le mandat 2020-2026, de 73 conseillers municipaux issus de chacune des communes membres et répartis en fonction de leur population de la manière suivante), qui sont des conseillers municipaux représentant chacune des communes membres, selon la répartition suivante :
- 29 délégués pour Boulogne-Billancourt ;
- 16 délégués pour Issy-les-Moulineaux ;
- 10 délégués pour Meudon ;
- 5 délégués pour Vanves ;
- 5 délégués pour Sèvres ;
- 4 délégués pour Chaville ;
- 2 délégués pour Ville-d'Avray ;
- 1 délégué pour Marnes-la-Coquette.

Le conseil de territoire renouvelé à la suite des élections municipales de 2020 dans les Hauts-de-Seine a réélu le 10 juillet 2020 son président, Pierre-Christophe Baguet et désigné ses vice-présidents, qui sont :
1. André Santini, maire d’Issy-les-Moulineaux, chargé des relations internationales de l'établissement, de la coopération décentralisée et des relations avec la Métropole du Grand Paris ;
2. Jean-Jacques Guillet, maire de Chaville, chargé de l'équilibre social de l'habitat, de l'aménagement de l'espace, des opérations d'aménagement, et du règlement de publicité ;
3. Denis Larghero, maire de Meudon, chargé de l'administration générale, du patrimoine, de la démocratie locale, du développement économique, numérique et l'emploi ;
4. Grégoire de la Roncière, maire de Sèvres, chargé des transports et de la mobilité, de la politique de la ville et de la sécurité, des sports et de l'action sociale ;
5. Bernard Gauducheau, maire de Vanves, chargé de la planification et du suivi du PPI, des espaces publics, de la voirie, de la propreté, des réseaux (assainissement, éclairage public) ;
6. Aline de Marcillac, maire de Ville-d’Avray, chargée des finances, du contrôle de gestion et de l'évaluation des politiques publiques, des systèmes d'information, de l'avenir institutionnel et du suivi des projets de territoire, de la commande publique ;
7. Christiane Barody-Weiss, maire de Marnes-la-Coquette, chargée de l'environnement, des espaces verts et des déchets, du développement durable et des ressources humaines.

Pour la mandature 2020-2026, le bureau est ainsi constitué de l'ensemble des maires constituant le territoire.

### Liste des présidents
| Période      | Période          | Identité                 | Étiquette | Qualité |
| ------------ | ---------------- | ------------------------ | --------- | --- |
| janvier 2010 | 31 décembre 2015 | Pierre-Christophe Baguet | UMP       | Maire de Boulogne-Billancourt (2008 →) Député des Hauts-de-Seine (1997 → 2012) Conseiller départemental de Boulogne-Billancourt-1 (2015 →) |

| Période      | Période  | Identité                 | Étiquette | Qualité |
| ------------ | -------- | ------------------------ | --------- | --- |
| janvier 2016 | En cours | Pierre-Christophe Baguet | LR        | Maire de Boulogne-Billancourt (2008 →) Conseiller départemental de Boulogne-Billancourt-1 (2015 →) Réélu pour le mandat 2020-2026 |

### Compétences
L'établissement public territorial exerce les compétences qui lui sont assignées par la loi, et qui relèvent essentiellement de la politique de la ville, de la construction et de la gestion d'équipements culturels, socioculturels, socio-éducatifs et sportifs d'intérêt territorial, de l'assainissement et de l'eau, de la gestion des déchets ménagers et assimilé et de l'action sociale d'intérêt territorial. Il a également la charge d'élaborer un plan local d'urbanisme intercommunal (PLUI).
Il exerce également les compétences qui avaient été délégués par les Villes à l'ancienne communauté d'agglomération, et qui étaient :
- Développement économique
- Aménagement de l’espace communautaire et équilibre social de l’habitat
- Voirie et stationnement d’intérêt communautaire
- Protection et mise en valeur de l’environnement et du cadre de vie
- Équipements culturels et sportifs d’intérêt communautaire
- Assainissement
- Enseignement de la musique, de la danse et de l’art dramatique
- Ramassage scolaire
- Soutien aux clubs et aux sections de clubs féminins de très haut niveau
- Mise en lumière des bâtiments remarquables
- Gestion des espaces verts et boisés, protection de la faune sauvage et gestion des eaux de surface, des eaux souterraines et des eaux de pluie[21].

L'EPT pourra, dans ses deux premières années d’existence, décider de restituer certaines de ces compétences aux communes afin d'unifier ses responsabilités pour l'ensemble des communes membres.
Concernée par un périmètre d'une installation nucléaire, GPSO est membre de la Commission locale d'information auprès du CEA de Fontenay-aux-Roses.

### Régime fiscal
La communauté d'agglomération percevait la fiscalité professionnelle unique (ex-taxe professionnelle unique), qui permettait une péréquation des ressources fiscales à l'échelle du territoire communautaire.
L'EPT est un EPCI sans fiscalité propre, c'est-à-dire que ses ressources proviennent essentiellement d'autres collectivités.
Les ressources de l'EPT varient selon la période.
- Au cours de la première phase, qui s’étend du 1er janvier 2016 au 31 décembre 2020, les EPT perçoivent néanmoins la cotisation foncière des entreprises (CFE), l'une des composantes de la fiscalité économique des entreprises.
- À compter du 1er janvier 2021, la totalité de la contribution économique territoriale est perçue par la Métropole du Grand Paris, modifiant ainsi le financement des EPT, qui seront alors financés entièrement par une contribution des communes membres.

### Effectifs
Pour lmettre en œuvre ses compétences, la communauté d'agglomération GPSO, fin 2013, comptait 1055 agents.

## Objectifs et réalisations
- Collecte des ordures ménagères : aménagement de la collecte pneumatique au Fort d’Issy et dans le quartier des Bords de Seine à Issy-les-Moulineaux,
- Rénovation du Parc des Glacières à Boulogne-Billancourt,
- Réalisation des escaliers mécaniques à Issy-les-Moulineaux,
- Construction du nouveau Conservatoire de Vanves,
- Réaménagement du Complexe sportif Marcel Bec à Meudon[22].

### Contrat de développement territorial
Dans le cadre de la loi sur le Grand Paris du 3 juin 2010, après une enquête publique, la communauté d’agglomération a signé le 13 décembre 2013 son contrat de développement territorial avec l'État, qui détermine les grands enjeux urbains, économiques, culturels et environnementaux du territoire pour les 15 années à venir. Celui-ci est construit autour de trois thématiques, correspondant à l’identité de GPSO : « La ville numérique, créative et durable ».

## Pour approfondir